# Marolles-en-Beauce
Marolles-en-Beauce ist eine französische Gemeinde mit 238 Einwohnern (Stand: 1. Januar 2022) im Département Essonne in der Region Île-de-France; sie gehört zum Arrondissement Étampes und zum Kanton Étampes. Die Einwohner werden Marollais genannt.

## Geographie
Marolles-en-Beauce befindet sich etwa 52 Kilometer südsüdwestlich von Paris. Umgeben wird Marolles-en-Beauce von den Nachbargemeinden Boissy-la-Rivière im Westen und Norden, La Forêt-Sainte-Croix im Norden und Nordosten, Bois-Herpin im Osten, Abbéville-la-Rivière im Süden und Südwesten sowie Fontaine-la-Rivière im Südwesten und Westen.

## Bevölkerungsentwicklung
| Jahr                       | 1962 | 1968 | 1975 | 1982 | 1990 | 1999 | 2006 | 2013 | 2019 |
| Einwohner                  | 140  | 106  | 102  | 117  | 160  | 190  | 210  | 207  | 237  |
| Quellen: Cassini und INSEE |      |      |      |      |      |      |      |      |      |

## Sehenswürdigkeiten
- Kirche Saint-Nicaise-et-Saint-Sébastien

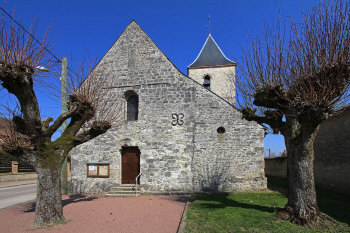
Kirche Saint-Nicaise-et-Saint-Sébastien